# Kay van de Linde
Kay van de Linde (Heemstede, 7 november 1962) is een Nederlandse spindoctor die zowel in de Verenigde Staten als in Nederland bij verschillende verkiezingscampagnes betrokken is geweest.

## Levensloop
Van de Linde doorliep het vwo aan het Johan de Witt Lyceum in Den Haag. Na zijn eindexamen te hebben behaald, regelde zijn vader (televisiemaker Wibo van de Linde) een stageplaats voor hem bij het bedrijf van de Amerikaanse politiek strateeg David Garth. Hij startte in de postkamer, maar wist zich snel op te werken en werd in 1993 president van de Garth Group. Ook haalde hij in deze periode zijn bachelordiploma in de politieke wetenschappen aan de Columbia-universiteit. Van de Linde werkte in dienst van de Garth Group onder andere mee aan verkiezingscampagnes van presidentskandidaat Walter Mondale (1984), primarykandidaat Al Gore (1988), senaatskandidaat Arlen Specter (1992) en de New Yorkse burgemeesterskandidaten Ed Koch (1985, 1989) en Rudy Giuliani (1993). In de campagne van Giuliani maakte hij naam als verantwoordelijke voor de televisiespots, waarin de zittende burgemeester David Dinkins hard werd aangevallen.
In 2000 keerde Van de Linde na een scheiding van zijn Amerikaanse vrouw terug naar Nederland, waar hij een adviesbureau startte en vanaf 2001 als campagneleider van Leefbaar Nederland betrokken was bij de opkomst van Pim Fortuyn. De breuk tussen Leefbaar Nederland en Fortuyn in februari 2002 was tevens het einde van de samenwerking tussen Fortuyn en Van de Linde. In Het jaar van Fortuyn (2022) werd hij gespeeld door Thijs Römer. Hij begeleidde bij de Tweede Kamerverkiezingen 2002 Leefbaar-lijsttrekker Fred Teeven en bij de Tweede Kamerverkiezingen 2003 zijn halfzus Haitske van de Linde, die Teeven was opgevolgd als lijstaanvoerder. De twee zetels die Leefbaar Nederland in 2002 haalde, leverde de partij bij de verkiezingen in 2003 weer in.
Van de Linde trad in 2004 in dienst bij een Haags communicatie-adviesbureau. Hij was onder andere in te huren als gastspreker. In 2006 werd hij door minister Rita Verdonk aangesteld als leider van haar campagne om lijsttrekker van de VVD te worden. Van de Linde trachtte Verdonk te positioneren als buitenstaander die zich afzette tegen het Haagse establishment. Na het nipte verlies van Verdonk tegen Mark Rutte verklaarde Van de Linde in deze strategie te zijn doorgeschoten. Hij bleef na deze nederlaag op de achtergrond betrokken bij Verdonk, die na de Tweede Kamerverkiezingen 2006 lid van de Tweede Kamer werd.
Nadat Verdonk zich op 17 oktober 2007 afscheidde van de VVD-fractie, zette Van de Linde zich met Verdonk en ondernemer Ed Sinke in om een politieke beweging rond Verdonk te starten. Deze werd in april 2008 gepresenteerd onder de naam Trots op Nederland. Nadat in juni 2008 Sinke de beweging verlaten had, stapte Van der Linde in november 2008 eveneens op. Hij deed dit naar aanleiding van ophef over een gastcollege dat hij enkele dagen eerder gaf aan de Universiteit van Amsterdam, waarbij hij Trots op Nederland als "tot nu toe gebakken lucht" bestempelde.
In 2009 was Van de Linde betrokken bij de campagne voor een referendum op het eiland Curaçao, waarbij gestemd moest worden over staatkundige hervormingen binnen het Koninkrijk der Nederlanden. Hij was door een aantal ondernemers aangetrokken als strategisch adviseur van de voorstanders van het verdrag.
Van de Linde was in 2010 woordvoerder van Nina Brink in de zaak rond journalist Eric Smit en zijn boek "Nina, de opkomst van een onweerstaanbare powerlady".

## Citaten
- Eigenlijk zijn er maar twee soorten campagnes. Of je verdedigt het establishment en komt met de leus ‘Kies Kok' of je zet je af tegen de gevestigde orde en spreekt over ‘de puinhopen van paars.[3] (naar aanleiding van de campagne van Rita Verdonk om lijsttrekker van de VVD te worden)
- Een persoon, geen partij, geen inhoud, geen echte standpunten, helemaal niets. En Nederland zegt: daar ben ik bereid om mijn stem aan te geven.[2] (over de opkomst van Rita Verdonk in politieke peilingen, kort nadat ze opstapte bij de VVD)